# 大合作
『大合作』（だいがっさく）は、多数の作家の共同制作による漫画作品。講談社の雑誌『月刊アフタヌーン』の創刊10周年を記念して制作された。また、同様の企画の第二弾となる創刊14周年記念の『大合作2』もここで扱う。

## 『大合作』
「アフタヌーン創刊10周年記念」として、トニーたけざき総指揮のもと総勢40人超の連載作家陣により制作された。『月刊アフタヌーン』1997年2月号に掲載。全50ページ。
内容は連載作品のキャラクターが多数入り乱れ、マラソンやクイズ大会や恐竜との乱闘を行うというスラップスティックなもの。特に『寄生獣』・『地雷震』・『勇午』などシリアスな作品のキャラクターがかなり崩れたギャグシーンを見せている。
また、作中見開きで『ああっ女神さまっ』のヒロイン･ベルダンディーの水着姿を34名の参加作家が描き合ったページがあり、どれをどの作家が描いたのか読者に当てさせるといった企画も行われた。なお水着のデザインは士郎正宗が担当した。

### 参加作家一覧
（）内は当時の連載作品。『大合作』制作時にはすでに終了していた作品もある。
- トニーたけざき（『岸和田博士の科学的愛情』） - 制作総指揮・構成
- あさりよしとお（『ワッハマン』） - スーパーバイザー
- 鄭問（『深く美しきアジア』） - 題字を担当
- 士郎正宗 - 特別ゲストとして参加

- 赤名修（『勇午』）
- 麻宮騎亜（『コンパイラ』）
- 芦奈野ひとし（『ヨコハマ買い出し紀行』）
- 荒巻圭子（『GENOMES』）
- 岩明均（『寄生獣』）
- 岩瀬昌嗣（『カームブレイカー』）
- イポリト（『サポ家の人々』）
- 植芝理一（『ディスコミュニケーション』）
- うたたねひろゆき（『セラフィック・フェザー』）
- 大武ユキ（『我らの流儀』）
- 大山玲（『THE FISHBONE』）
- 小田ひで次（『拡散』）
- 小原慎司（『菫画報』）
- 垣野内成美（『午後3時の魔法』）
- 北道正幸（『スカタン野郎』）
- 黒田硫黄（『大日本天狗党絵詞』）
- げ～ださとし（『げ～術劇場』）
- 駒井悠（『そんな奴ァいねぇ!!』）
- 砂川美於（『産地直送プレゼント』）
- 沙村広明（『無限の住人』）

- ジョン・ミュース（『空想の大きさ』）
- 須賀原洋行（『よしえサン』）
- 園田健一（『GUN SMITH CATS』
- 髙橋ツトム（『地雷震』）
- 玉川敏秀（『ハヤ子サケ道をいく』）
- 都築和彦（『WHOO?!』）
- 成人功（『いんちき』）
- ノモトユウ（『プギ・ポンマリ』）
- ヒロモト森一（『要塞学園』）
- 藤島康介（『ああっ女神さまっ』）
- 外薗昌也（『犬神』）
- 星野之宣（『ブルーワールド』）
- 松森正（『Ω (オメガ)』）
- 宮本涼子（『パーティージョ～ク』）
- 森徒利（『二軍昆虫記』）
- 森田福助（『ぐるぐる』）
- 安井雄一（『スズキ』）
- 矢萩貴子（『死鬼導凱歌』）
- 山浦章（『やす子の太陽』）
- 有川祐（『反町君には彼女がいない』）

また、製作当時に他の作家のアシスタントをしていた佐藤秀峰、弐瓶勉なども作画協力として参加している。

## 『大合作2』
「アフタヌーン創刊14周年企画」として、園田健一総監修のもと総勢30人超の連載作家陣により制作された。『月刊アフタヌーン』2001年2月号に掲載。全51ページ。
院長・加農砲介（『砲神エグザクソン』）の陰謀渦巻く大病院を舞台にしたやはりスラップスティックな内容のもの。病院が舞台であるため女性キャラクターの大半がナース服で登場する。また『ああっ女神さまっ』のスクルドを参加作家が描きあった見開きページもあり、前回同様、読者にどれをどの作家が描いたのかを当てさせる企画が行われた。なお今回は、トニーたけざきと沙村広明がそれぞれ自身の本来のものとまったく違った絵柄で描くなどしており、前回よりも難易度が高い。参加した作家の間でも「あれは誰の?」といった疑問や情報交換が交わされたという（後述の単行本より）。

### 参加作家一覧
（）内は当時の連載作品。『大合作2』製作時にはすでに終了していた作品もある。
- 園田健一（『砲神エグザクソン』） - 総監修・構成
- あさりよしとお（『宇宙家族カールビンソン』） - スーパーバイザー
- 雨宮慶太（『ガナパの手』） - 題字を担当

- 秋山晟（『天の回廊』）
- 芦奈野ひとし（『ヨコハマ買出し紀行』）
- 植芝理一（『夢使い』）
- うたたねひろゆき（『セラフィック・フェザー』）
- 遠藤浩輝（『EDEN』）
- 大西巷一（『女禍JOKER』）
- 岡田芽武（『ニライカナイ』）
- 小川雅史（『風林火嶄』）
- 小田ひで次（『ミヨリの森』）
- 小原慎司（『女神調書』）[1]
- 木尾士目（『五年生』）
- 北道正幸（『ぽちょむきん』）
- 鬼頭莫広（『なるたる』）
- 木村紺（『神戸在住』）
- 黒田硫黄（『茄子』）
- 駒井悠（『そんな奴ァいねぇ!!』）

- 砂川美於（『産地直送プレゼント』）
- 桜玉吉（『なぁゲームをやろうじゃないか!!』）
- 沙村広明（『無限の住人』）
- 士貴智志（『神・風』）
- 小路啓之（『イハーブの生活』）
- 真右衛門（『G組のG』）
- トニーたけざき（『SPACE PINCHY』）
- 富沢ひとし（『ミルク・クローゼット』）
- 弐瓶勉（『BLAME!』）
- ハグキ（『ハトのおよめさん』
- ひぐちアサ（『ヤサシイワタシ』）
- 平田弘史（『新・首代引受人』）
- 藤島康介（『ああっ女神さまっ』）
- 外薗昌也（『犬神』）
- 安井雄一（『スズキ』）

また、高橋慶太郎が作画協力として参加している。

## 単行本
- 大合作（トニーたけざき、園田健一、あさりよしとお著、2002年刊、講談社）ISBN 4063345041
  - 『大合作』および『大合作2』を完全収録するほか、掲載当時の作家コメントや予告イラストなども収録。また「大合作ギャラリー」と題して、各作家が自分の作品以外のキャラクターを描いた描きおろしのイラストカット46点が収録されている。